# Snor
En snor er et langt materiale, der er fremstillet af sammenvundne tråde. Sammensnoes flere snore kan det kaldes reb. Snore bruges til praktiske formål, f.eks. til at binde eller hænge ting op. En snor kan laves af organisk materiale som f.eks. hamp og bomuld eller syntetiske materialer som nylon og polyetylen.